# کوفته تبریزی
کوفته تبریزی (به ترکی آذربایجانی: تبریز کوفته‌سی) یکی از خوراک‌های مشهور ایران است که شهرت جهانی دارد و منتسب به شهر تبریز است. انواع کوفته در نقاط مختلف خاورمیانه تهیه می‌شود و نقطه تمایز کوفته تبریزی بیشتر در طرز تهیه و مواد استفاده شده در آن است.
در این خوراک از انواع سبزی‌های معطر استفاده می‌شود و به‌طور سنتی گوشت این کوفته در یک هاون سنگی و با دسته هاونی چوبی، کوبیده شده و رفته رفته سبزی‌ها و لپه به آن اضافه می‌گردد. امروزه اغلب برای آسان‌تر کردن روند کار به‌جای کوبیدن گوشت در هاون، آن را چندین بار چرخ می‌کنند. در آخر تخم‌مرغ آب‌پز، گردو و آلو خشک و آلبالو یا آلبالو خشک را داخل آن گذاشته و با مخلوطی از پیازداغ، سبزی مخصوص و زرشک تزئین می‌گردد. در آب این خوراک از رب گوجه فرنگی و زعفران به عنوان چاشنی استفاده می‌شود.

## آماده‌سازی
ابتدا لپه را از چند ساعت پیش در یک کاسه بخیسانید تا نفخ آن برطرف شود. پس از خیساندن لپه آن را به همراه دو لیوان آب، داخل یک قابلمه کوچک بریزید و روی حرارت قرار دهید تا لپه‌ها نیم‌پز شوند. سپس آن‌ها با آب سرد آبکشی کرده و کنار بگذارید. قابلمه را دوباره روی حرارت قرار دهید و دو لیوان آب و به همراه مقداری نمک اضافه کنید. پس از اینکه آب جوش آمد برنج را بشویید و به قابلمه اضافه کنید. زمانی که برنج کمی نرم شد آن را آبکشی کنید و کنار بگذارید. در مرحلهٔ بعد، برنج و لپه را با هم مخلوط کرده و با گوشت‌کوب بکوبید تا کمی خرد شوند، البته نباید برنج و لپه را به‌طور کامل له کنید. اگر تمایل دارید میان کوفته‌ها تخم مرغ قرار دهید در این مرحله به تعداد کافی تخم مرغ هم آب‌پز کنید. برای این منظور تخم مرغ‌ها را داخل یک کیسهٔ فریزر قرار داده و در آن را بندید؛ سپس داخل آب جوش قرار دهید تا آب‌پز شوند. پس از اینکه تخم مرغ‌ها به‌طور کامل پختند پوست آن‌ها را بگیرید و کنار بگذارید. برای تهیهٔ سس کوفته‌ها در یک قابلمه مناسب ۴ لیوان آب بریزید و اجازه دهید آب به جوش بیاید. سپس تره، مرزهٔ خرد کرده را به همراه رب گوجه فرنگی، پیاز داغ، دارچین و مقداری نم و فلفل سیاه اضافه کنید و اجازه دهید سس با حرارت ملایم غلیظ شود. در مرحلهٔ بعدی پیاز را رنده کنید و پس از اینکه با فشار دست آبش را گرفتید به گوشت چرخ کرده اضافه کنید. در ادامه آرد نخودچی را به همراه مقداری نمک، فلفل سیاه و زردچوبه به گوشت اضافه کنید و خوب مخلوط کنید. گوشت را به همراه دیگر مواد به مدت ۵ دقیقه با دست ورز دهید تا کاملاً منسجم و یکدست شود. در ادامه مخلوط برنج و لپه را اضافه کنید و دوباره مواد را به مدت ۵ دقیقه دیگر ورز دهید تا مواد با هم به خوبی مخلوط شوند. سبزی کوفته را پس از شست‌وشو به صورت ساطوری ریز خرد کرده و به مخلوط گوشت چرخ کرده اضافه کنید. در ادامه تخم مرغ‌ها را اضافه کنید و مواد را خوب مخلوط کنید تا کاملاً منسجم و یکدست شوند. در مرحلهٔ بعد باید کوفته‌ها را درست کنید برای این منظور به اندازهٔ کافی از مایه کوفته بردارید و یک تخم مرغ آب‌پز به همراه مقداری گردو، زرشک و آلو وسط آن قرار دهید و با دست کوفته را به صورت گرد، شکل دهید. پس از اینکه تمام کوفته‌ها را درست کردید آن‌ها را داخل قابلمه سس بچینید. نکته مهم در این مرحله این است که آب درون قابلمه نباید در حال قل خوردن باشد زیرا باعث باز شدن کوفته‌ها می‌شود. پس باید با حرارت بسیار ملایم کوفته‌ها را بپزید. توجه داشته باشید تا ۱۵ دقیقهٔ اول به هیچ وجه کوفته‌ها را دست کاری نکنید زیرا ممکن است باز شوند. پس از گذشت ۳۰ دقیقه می‌توانید کوفته‌ها را در قابلمه بچرخانید تا تمام قسمت‌های کوفته‌ها به صورت یکنواخت پخته شوند. حدود یک ساعت و نیم زمان نیاز است تا کوفته‌ها به‌طور کامل پخته شوند. پس از اینکه کوفته‌ها آماده شدند آن‌ها را در ظرف مورد نظر بچینید و سس باقیمانده را روی کوفته‌ها بریزید.
برای اینکه کوفته تبریزی منسجم شود و در حین پخت، پخش نشود ترفندهای مختلفی وجود دارد. یکی از ترفندها، اضافه کردن گوشت مرغ به صورت چرخ کرده است. روش دیگر سرخ کردن هر کوفته در جهت های مختلف است.